# Aérogare urbaine
 (mars 2025).

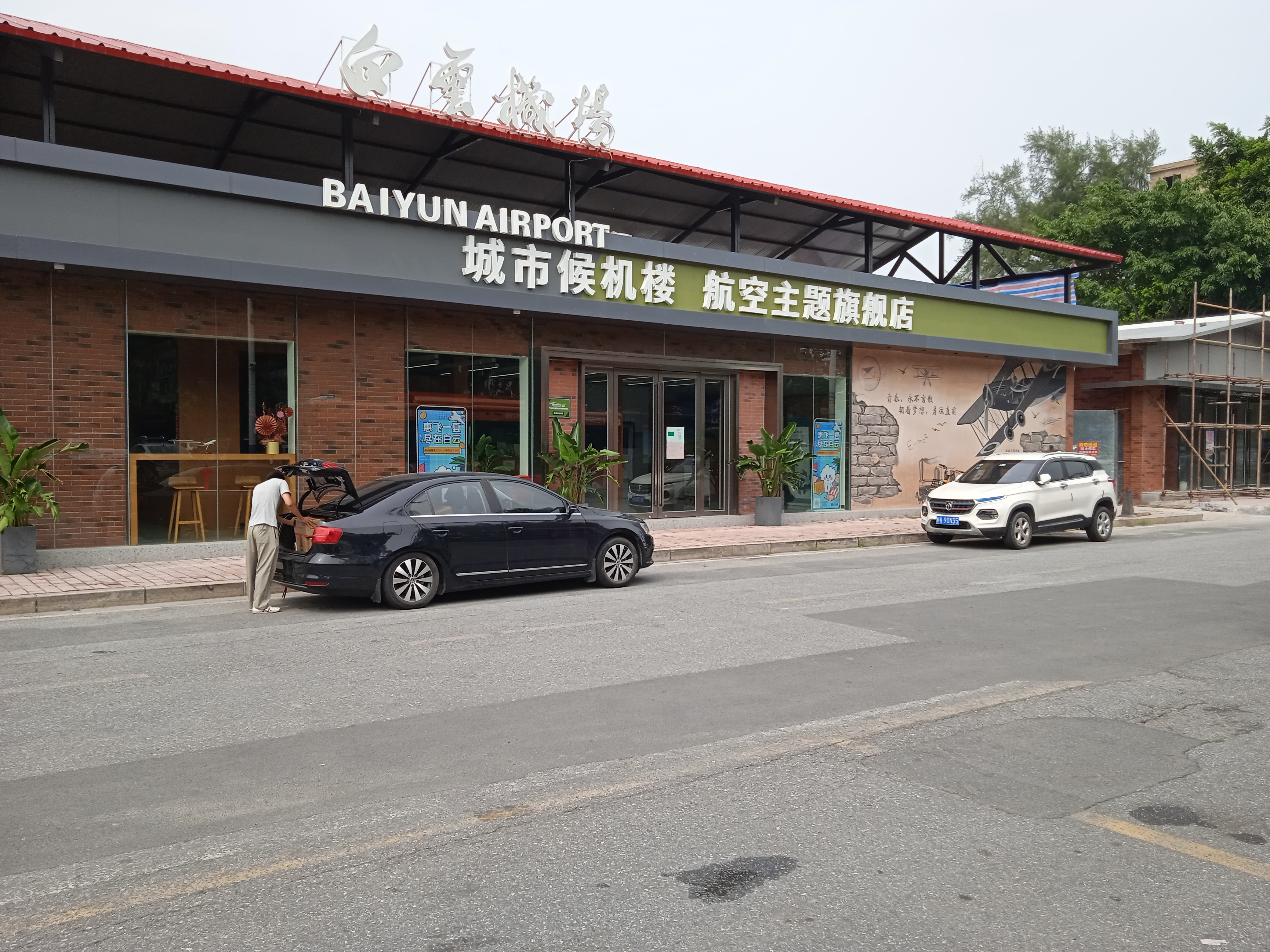
Une aérogare urbaine et boutique de marchandises exploitée par l’aéroport international de Canton-Baiyun, située au district de Baiyun, Canton.

Une aérogare urbaine (chinois simplifié : 城市候机楼 ; chinois traditionnel : 城市候機樓 ; pinyin : chéngshì hòujīlóu) ou une aérogare isolée (chinois simplifié : 异地候机楼 ; chinois traditionnel : 異地候機樓 ; pinyin : yìdì hòujīlóu) est un bâtiment ou un espace qui se situe dans un noyau urbain mais qui reste exploité par l’aéroport. Les passagers bénéficient de la majorité des services de l’aéroport dans une aérogare urbaine, y compris l’enregistrement, le consignation des bagages, etc., mais sauf le contrôle de sécurité.
La première aérogare urbaine en Chine est l’aérogare urbaine de l’aéroport international de Canton-Baiyun à Dongguan, qui est établie en septembre 2005.